# Borzia, Mureș
Borzia este un sat în comuna Răstolița din județul Mureș, Transilvania, România.